# 开普敦公寓
开普敦公寓，曾一度名为二四〇公寓，是上海市优秀历史建筑之一，位于中国上海市徐汇区武康路240、242、246号。公寓建于1940年，楼高四层，建筑设计仿照轮船。

## 历史
开普敦公寓建于1940年，起初用作英国建筑事务所公和洋行在上海的办公地点，由业主公和洋行旗下的设计师亲自设计。1941年，太平洋战争爆发，英国向日本宣战；开普敦公寓属于英商所有，因此被汪精卫政府（日本傀儡政权）的敌产管理委员长宇垣完尔没收。公寓在1942年被汪精卫政府转手予复兴银行作为行址，其后又在1944年易手至日本政府机构华中振兴公司属下的中大银行。1945年日本战败投降后，中大银行停业，开普敦公寓收归国有。1946年4月，国民政府对日本和汪精卫政府在上海营运的金融机构进行接收清算，此后开普敦公寓成为了银行中高层职员的居所。1949年中华人民共和国成立后，公寓交由上海市房管局管理，并一度改称为“二四〇公寓”（取自公寓所处位置的道路序号）。根据1989年的数据，公寓住进了四个住户，共有10名居民。
开普敦公寓在2003年8月18日列入徐汇区登记不可移动文物，并在2015年8月17日列入上海市优秀历史建筑。公寓属于普通民居，建筑物内部不开放予公众参观。

## 建筑结构和特色
开普敦公寓占地126.7平方米，楼高四层，采用混合结构。公寓底层是附屋，楼上三层则用作住宅用途，每个楼层各有一套住房。
公寓的建筑造型刻意仿照轮船来设计，是一个很具独创性的设计。1920至1930年代的上海房地产开发出现混乱局面，开发者争先恐后地建屋，剩下了不少形状不规则的“边角料”地皮；开普敦公寓正正是建在一块三角形地皮上，所以设计师要因地制宜，让建筑物配合地皮形状。而且，开普敦公寓建成时用作公和洋行的办公室，交由自家设计师亲自负责，乙方（建筑事务所）同时是甲方（业主），因此设计师可以大胆地发挥创意，打造出轮船设计。公寓为现代主义建筑，造型简练而具动感，线条流畅。临街立面采用简洁设计，外墙为淡黄色。公寓呈三棱体形状（模仿船身），因此建筑物南端是一个经弧形处理的锐角（模仿船头）。这个设计可以减轻风切变对建筑物的损害，而且建筑物朝向正南方的表面积得以最小化，令公寓冬暖夏凉。公寓的窗户设计都是窗框外凸的，有些窗子是长方形，有些则是内嵌四方形钢窗的圆形窗洞（模仿船只舷窗），形成对比效果。